# Korejski standardni čas
Južna Koreja ima en časovni pas, imenovan korejski standardni čas (UTC+09:00), katerega kratica je KST. Južna Koreja trenutno nima poletnega časa, vendar so ga že preizkusili na olipijskih igrah 1988 v Seulu.

## Zgodovina
Prvo v Koreji narejeno avtomatsko vodno uro, ki jo je kralj Sedžong sprejel kot standardni korejski časomer, je leta 1434 naredil izumitelj Džang Joon-sil. V letu 1437 je naredil sončno uro v obliki sklede z Džong Čo-jem. Imenuje se angbu ilgu (hangul: 앙부일구), v javnost pa jo je postavil kralj Sedžong, da bi jo lahko vsi uporabljali.
Zahodni deli Južne Koreje, vključno z glavnim mestom Seulom, so zemljepisno v časovnem pasu UTC + 08:00. Korejsko cesarstvo je leta 1908 sprejelo standardni čas, ki je bil 8+1⁄2 ur pred GMT. V letu 1912 so med japonsko okupacijo Koreje spremenili standardni čas v (UTC + 09:00), da bi Korejo izenačili z japonskim standardnim časom. V letu 1954 se je Koreja pod vodstvom takratnega predsednika Ri Sungmana vrnila na prejšnji čas (UTC + 8:30). Med vojaško vladavino Park Čonghuja je bil standardni čas ponovno prestavljen na UTC + 09:00.
Med gostovanjem poletnih olimpijskih iger je Koreja uveljavila poletni čas (UTC + 10:00) in tako ugodila ameriškim televizijskim gledalcem. To pomeni, da so z enournim zamikom lahko na ameriški vzhodni obali gledali prireditve v živo v času najbolj gledanih terminov.
Korejski standardni čas prav tako uporablja Severna Koreja. Severna Koreja je svoj čas spremenila v UTC + 08:30 od avgusta 2015 do maja 2018, znan je bil pod imenom pjongjanški standardni čas. Kasneje so se vrnili nazaj na KST, da bi spodbujali korejsko združitev.